# Super Mario World
Super Mario World, conosciuto come Super Mario World - Super Mario Bros. 4 (スーパーマリオワールド: スーパーマリオブラザーズ4?, Sūpā Mario Wārudo: Sūpā Mario Burazāzu 4) in Giappone, è un videogioco a piattaforme per Super Nintendo Entertainment System (SNES) sviluppato da Nintendo Entertainment Analysis & Development e pubblicato da Nintendo in Giappone il 21 novembre 1990, in Nord America il 23 agosto 1991 e in Europa l'11 aprile 1992. È il sesto capitolo della serie Super Mario, parte del più ampio franchise di Mario.
Si tratta del videogioco di debutto del dinosauro Yoshi. Con il suo aiuto, Mario e Luigi devono liberare la Terra dei Dinosauri e la Principessa Toadstool dalle grinfie di Bowser e dei Bowserotti i quali debuttano anche loro nella saga. Il gameplay è lo stesso adottato nei titoli precedenti di Mario, con l'aggiunta di elementi e caratteristiche che saranno presenti anche nella maggior parte dei videogiochi successivi della serie.
Il titolo ha avuto un clamoroso successo di critica e commerciale, vendendo più di 20 000 000 di copie in tutto il mondo. Nel corso degli anni è stato ripubblicato varie volte: prima come parte della raccolta Super Mario All-Stars + Super Mario World del 1994, poi come riadattamento per Game Boy Advance intitolato Super Mario Advance 2 (スーパーマリオアドバンス2?, Sūpā Mario Adobansu 2) in Giappone e Super Mario Advance 2: Super Mario World nel resto del mondo. Successivamente è stato pubblicato su Virtual Console per Wii, Wii U e New Nintendo 3DS. Il gioco è incluso in tutte le versioni del Nintendo Classic Mini: Super Nintendo Entertainment System.
Ne è stata tratta anche la serie animata Le avventure di Super Mario, prodotta dalla DiC Entertainment e andata in onda nel 1991.

## Trama
Dopo aver salvato il Regno dei Funghi in Super Mario Bros 3, Mario e Luigi si recano nella Terra dei Dinosauri per prendersi una vacanza. Mentre si trovano sulla spiaggia, però, scoprono che la principessa Toadstool è scomparsa e si mettono alla ricerca per capire chi l'ha rapita. All'interno di una foresta si imbattono in un grosso uovo che si schiude facendo uscire un giovane dinosauro chiamato Yoshi: quest'ultimo informa i due fratelli che altri amici della sua specie sono stati catturati e imprigionati dai Koopa Troopa. Mario e Luigi giungono alla conclusione che i responsabili sono Bowser e i suoi sette generali.
Il trio parte e va in cerca degli amici di Yoshi, disseminati nei sette castelli dei generali di Bowser, fino a raggiungere il castello di Bowser situato nella valle che porta il suo nome. Da lì, una volta sconfitto, quest'ultimo vola lontano con la sua Auto Clown Koopa e la principessa Toadstool viene salvata.

## Modalità di gioco

Schermata di gioco.

Super Mario World è un platform bidimensionale in cui il giocatore controlla il personaggio principale (Mario o Luigi). Riprende alcune caratteristiche del gameplay di titoli precedenti (Super Mario Bros., Super Mario Bros. 2, Super Mario Bros. 3) e introduce nuovi elementi, ad esempio la possibilità di roteare durante il salto e correre sulle pareti.
Il gioco è diviso in sette mondi che contengono diversi livelli ciascuno, comprendenti speciali, case stregate e fortezze. Il percorso di ogni mondo si conclude con un castello, dentro il quale c'è un Bowserotto. Diversamente da Super Mario Bros. 3, la mappa è un unico territorio, pur presentando diversi tipi di paesaggio. Ha un vasto reticolato di strade e vicoli, a cui si accede solo trovando tutte le uscite segrete dei livelli; di fatto, per la prima volta nella serie, Mario può ripetere più volte lo stesso livello: o per trovare le uscite segrete, o per raccogliere le cinque monete del Drago presenti in ciascuno di essi.
Ogni livello, contenente variegati ostacoli e nemici, permette a Mario di saltare, correre o distruggerli e termina con un traguardo con l'asta grande che si muove ripetutamente su e giù, fatta eccezione per i livelli speciali, i castelli o fortezze; alcuni di essi prevedono anche un'uscita segreta a base di serratura, accessibile mediante una chiave solitamente ben nascosta.
Le uscite sono 96, tra "ordinarie" e segrete, pertanto il gioco non può considerarsi finito al 100% fino a quando nella schermata di selezione del salvataggio non compare tale cifra affiancata da una stella (in alcune versioni appare di colore azzurro); il numero in questione non indica la percentuale di completamento ma il totale delle uscite che si è stati in grado di trovare. Per concludere la storia non è tuttavia necessario trovarle tutte: infatti, è possibile sfruttare diverse scorciatoie (in particolare la "Star road", evoluzione delle Warp zone dei precedenti titoli) per raggiungere direttamente l'ultimo livello, il castello di Bowser, senza quindi dover attraversare tutti i mondi. Inoltre, sbloccati tutti i suoi sentieri, si può accedere allo "Special world", un mondo per l'appunto speciale, i cui otto livelli sono tra i più complessi. Una volta completato e usato il teletrasportore a Super Stella che si trova alla sua fine, modifica gli sprite di alcuni nemici e la grafica della mappa che prendono colori autunnali.

Dettaglio del gioco: Mario sta per saltare sopra un Galoomba.

### Modalità multigiocatore
Super Mario World prevede anche una modalità multigiocatore: a turno, il primo controlla Mario mentre il secondo Luigi. Si passa da un giocatore all'altro quando uno dei due perde una vita, oppure quando arriva al traguardo di un livello. Lo sprite di Mario è identico a quello di Luigi, cambiano soltanto i colori. Nella versione per Game Boy Advance è possibile scegliere uno dei due personaggi liberamente senza attendere il turno successivo.

### Novità
Una delle novità introdotte è la Piuma, che trasforma Mario in Mario Cappa, donandogli un mantello con il quale può volare per pochi secondi (offre anche un tipo di volo che garantisce quota infinita, ma di difficile controllo): questo strumento è l'evoluzione del costume da procione denominato Mario Tanuki di Super Mario Bros. 3. Oltre ai classici Super Fungo, Fiore di fuoco e Super Stella, è stato inserito il palloncino P, che gonfia Mario così da permettergli di galleggiare per determinato tempo. Il giocatore può anche usare i gusci delle tartarughe scagliandoli contro i nemici come arma.
Ad arricchire il gameplay c'è il dinosauro Yoshi, il quale compare dall'uovo che si schiude appena uscito dal blocco sorpresa (?), si fa cavalcare da Mario e funge anch'egli da potenziamento: Yoshi infatti può camminare su trappole appuntite, ingoiare la frutta e quasi tutti gli avversari (convertendoli in semplici monete), e inoltre, se ingoia dei gusci Koopa, a seconda del colore può volare, sputare fuoco o scatenare terremoti. Può però scappare via se viene colpito da un nemico o che vi entra in contatto, e allora il giocatore deve affrettarsi a riprenderlo prima che caschi in una fossa. Infine, se si inizia ogni livello in groppa al medesimo (tranne nelle case stregate, le fortezze e i castelli), l'uovo schiude al suo posto un Fungo 1-UP.

## Colonna sonora
Kōji Kondō venne riconfermato come compositore del gioco, dopo aver lavorato a tutti i precedenti capitoli della serie su NES. I brani presenti nei vari livelli, tranne che nell'introduzione, nei titoli di coda, sulla mappa, nei castelli e durante il combattimento con Bowser, rappresentano una variazione della stessa melodia. In base al livello, la velocità cambia: ad esempio aumenta in un bonus, diminuisce nei livelli subacquei. Vi è anche il tema principale di Super Mario Bros. che può essere ascoltato nello "Special World" dopo alcuni minuti. Inoltre, mentre si cavalca Yoshi, la musica viene accompagnata dal bongo.

## Sviluppo

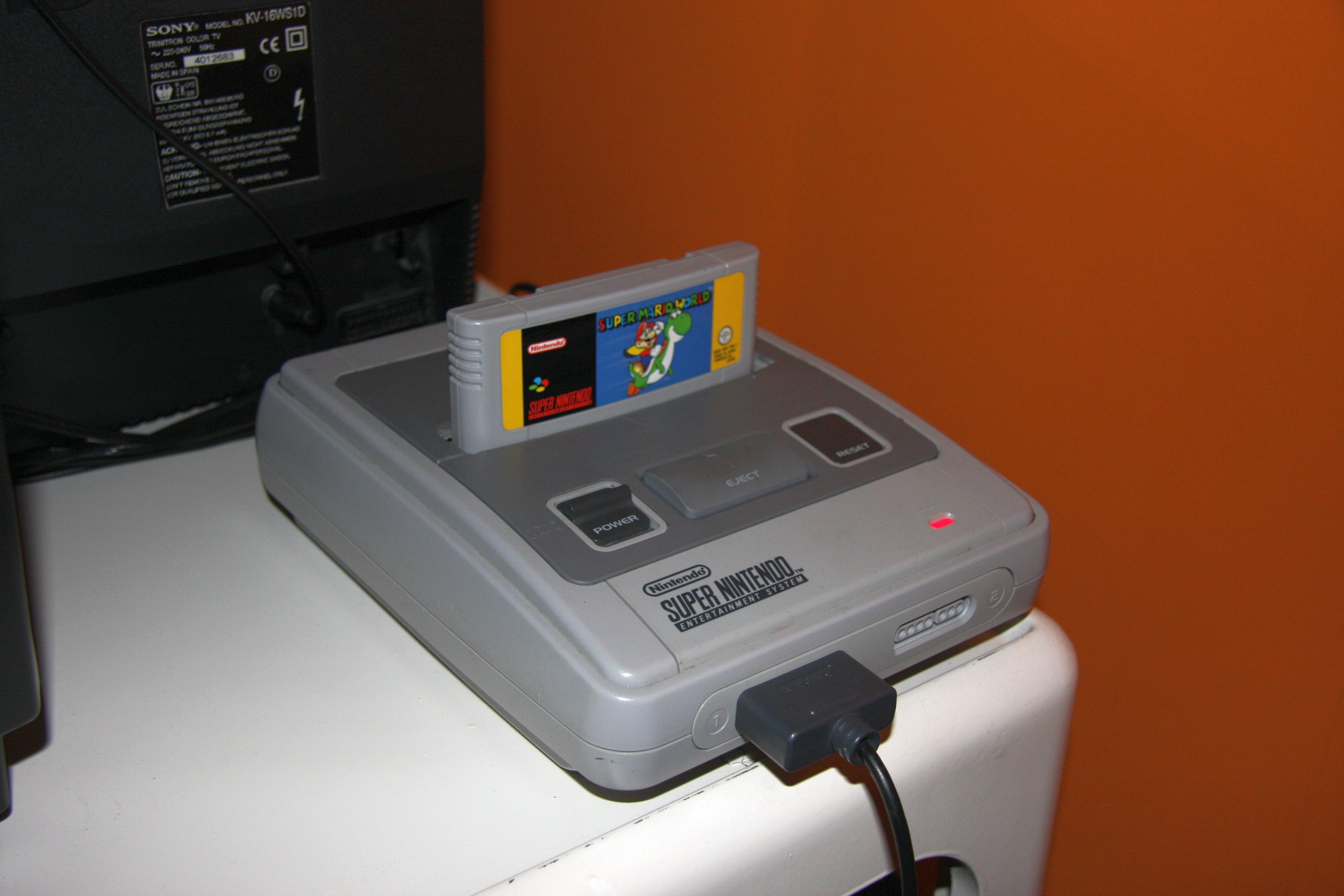
Un Super Nintendo PAL con inserito la cartuccia di Super Mario World.

Super Mario World, sviluppato sotto la supervisione della Nintendo EAD, è stato diretto da Takashi Tezuka e prodotto da Shigeru Miyamoto, ideatore delle serie di Super Mario e The Legend of Zelda, insieme al graphic designer Shigefumi Hino.
Il lavoro durò tre anni e fu svolto da una squadra di sedici persone. Si cercò di dimostrare le capacità grafiche dello SNES con nuovi effetti, come quelli di rotazione, la trasparenza delle nuvole (all'interno delle case stregate) e l'effetto lampo nel castello di Bowser. Tuttavia Miyamoto ritenne il risultato insoddisfacente, lo giudicò frutto di uno sviluppo affrettato ed espresse la speranza che gli altri titoli per la console fornissero maggiore esperienza di gioco, con più emozione e una storia più articolata.
Sempre Miyamoto disse che già all'uscita di Super Mario Bros. voleva inserire un dinosauro che accompagnasse Mario nelle sue avventure, ma che gli ingegneri della Nintendo all'epoca non furono in grado di elaborarlo a causa delle limitazioni del NES. Felice di aver realizzato finalmente il suo desiderio, dichiarò: «finalmente siamo stati in grado di tirare fuori Yoshi dagli schizzi con il SNES».
Anche se il titolo fu pubblicato nel 1991, in ritardo rispetto alle altre console a 16-bit, riuscì a soppiantare il Sega Mega Drive nonostante il titolo di punta Sonic the Hedgehog, che aveva ottenuto un rilevante successo commerciale, contribuendo alla popolarità della nuova console di casa SEGA.

## Riedizioni

### Super Mario All-Stars + Super Mario World
Nel 1994 negli Stati Uniti e in Europa fu pubblicata una versione espansa della raccolta Super Mario All-Stars, contenente anche Super Mario World come quinto gioco. In questa edizione venne modificato lo sprite di Luigi per renderlo più simile al suo artwork.

### Super Mario Advance 2
Il 14 dicembre 2001 il team Nintendo Research & Development 2 in collaborazione con Nintendo EAD realizzò una conversione di Super Mario World per la console portatile Game Boy Advance come secondo titolo della serie di remake Super Mario Advance.
Il gioco, intitolato Super Mario World: Super Mario Advance 2, presenta alcune lievi modifiche nei livelli, in cui furono aggiunte nuove monete del Drago da raccogliere. Fu poi rimossa la modalità multigiocatore e pertanto è possibile giocare con Luigi nella modalità giocatore singolo. Quest'ultimo subì alcune modifiche: ha un nuovo sprite, simile a quello presente in Super Mario Advance, ed è in grado di saltare più in alto rispetto a Mario, ma corre più lentamente. Furono aggiunti anche dei filmati e sostituiti alcuni effetti sonori con le voci dei personaggi, prestate da Charles Martinet.

### Altre ripubblicazioni
Il titolo fu ripubblicato più volte sul servizio online Virtual Console nella sua versione originale (per Wii nel 2007, per Wii U nel 2013 e per New Nintendo 3DS nel 2016). Il 21 ottobre 2016 venne commercializzata negli Stati Uniti tramite Amazon una versione del New Nintendo 3DS XL colorata verde lime con preinstallata la Virtual Console di Super Mario World. Sulla Virtual Console di Wii U fu inoltre reso disponibile il remake Super Mario Advance 2.
Super Mario World venne incluso tra i 21 giochi preinstallati nel Nintendo Classic Mini: Super Nintendo Entertainment System, uscito in Europa il 29 settembre 2017.
Il 6 settembre 2019 il gioco fu reso disponibile su Nintendo Switch tramite l’abbonamento al Nintendo Switch Online.

## Accoglienza
| Testata                           | Versione | Giudizio |
| --------------------------------- | -------- | -------- |
| GameRankings (media al 28-4-2021) | -        | 94,44%   |
| AllGame                           | -        | 5/5      |
| Famitsū                           | -        | 34/40    |
| GameSpot                          | GBA      | 9,4      |
| IGN                               | GBA      | 9,3/10   |
| IGN                               | VC       | 8,5/10   |
| Jeuxvideo.com                     | -        | 18/20    |
| The Games Machine                 | -        | 99%      |
| Videogame.it                      | -        | 5/5      |

### Vendite
Super Mario World ha venduto più di 20 milioni di copie in tutto il mondo, diventando il videogioco più venduto di sempre sullo SNES. Essendo il titolo di lancio della console, ha contribuito in maniera rilevante alla diffusione di essa, con 49 100 000 unità distribuite in tutto il mondo, di cui 23 350 000 in Nord America e 17 170 000 in Giappone.

### Giudizio della critica
Super Mario World è stato acclamato dalla critica e considerato uno dei migliori della Nintendo, anche a distanza dalla sua pubblicazione. GameRankings gli ha attribuito un punteggio del 94,44%, mentre AllGame gli ha assegnato una valutazione di 5 su 5.
La rivista Nintendo Power lo ha definito l'ottavo miglior videogioco per una console Nintendo nella classifica del "Top 200 Games"; l'Official Nintendo Magazine lo posiziona al settimo tra i 100 migliori videogiochi Nintendo di tutti i tempi. La rivista italiana Retro Gamer in una retrospettiva del 2007 l'ha definito «uno dei giochi più rivoluzionari e osannati di sempre, di quelli che hanno avuto un impatto indelebile sul mondo dei videogiochi», apprezzandone in particolare la complessità della mappa di gioco. Nel 2009, a seguito di un sondaggio condotto dal mensile Empire, Super Mario World è stato considerato il miglior videogioco di tutti i tempi.
La rivista italiana The Games Machine in una recensione all'uscita lo definì «un capolavoro» ritenendolo il titolo dalla giocabilità più immediata e curata di sempre.
Del titolo sono stati elogiati diversi elementi, come la grafica colorata, il sistema di controllo, la colonna sonora e la longevità. L'introduzione di Yoshi è stata ben accolta dalla critica, anche se, secondo SpazioGames, tale personaggio poteva avere un «maggior peso» e rilevanza nella storia, anziché figurare come semplice comparsa.

## Eredità
Come gioco in bundle per SNES, Super Mario World ha contribuito a rendere popolare la console, diventando il gioco più venduto della sua generazione. Shigeru Miyamoto ha detto che Super Mario World è il suo gioco di Mario preferito.
Yoshi divenne uno dei personaggi più importanti della serie di Mario, riapparendo nei successivi giochi di Super Mario e in quasi tutti gli spin-off e videogiochi sportivi di Mario. Yoshi appare come il personaggio giocante principale nel prequel di Super Mario World del 1995 Super Mario World 2: Yoshi's Island, che ha contribuito alla nascita di numerosi videogiochi incentrati sul personaggio. Un clone di Super Mario World, Super Mario's Wacky Worlds, era in sviluppo per il dispositivo Philips CD-i di NovaLogic dal 1992 al 1993, ma è stato cancellato a causa del fallimento commerciale della console. In un sondaggio condotto nel 2008, Yoshi è stato votato come il terzo personaggio dei videogiochi preferito in Giappone, con Cloud Strife e Mario al secondo e primo posto.
DiC Entertainment ha prodotto una serie animata omonima (in italiano nota come Le avventure di Super Mario), composta da tredici episodi, trasmessa dalla NBC da settembre a dicembre 1991. Super Mario World ha una vasta scena di ROM hacking, con i fan che utilizzano applicazioni come Lunar Magic per creare livelli e inserire nuove grafiche, musiche e meccaniche di gioco; Kaizo Mario World è una ROM hack nota per essere apparsa in molti video di Let's Play e per aver reso popolare la parola Kaizo per indicare hack di estrema difficoltà. Allo stesso modo, Super Mario World è uno dei quattro giochi le cui risorse sono disponibili in Super Mario Maker, un creatore di livelli personalizzati pubblicato per Wii U nel 2015, nella sua conversione su Nintendo 3DS nel 2016 e nel suo sequel del 2019 per Nintendo Switch. Quest'ultimo aggiunge nuovi temi neve e notturni per i livelli di Super Mario World accompagnati da nuova musica composta da Kondō.